# Torpeda SET-65
Torpeda SET-65 – przeznaczona dla okrętów podwodnych i nawodnych radziecka torpeda elektryczna kalibru 533 mm służąca do zwalczania jednostek zanurzonych. Torpeda dysponuje zasięgiem 16 000 metrów przy prędkości 40 węzłów, wyposażona jest w aktywny akustyczny system naprowadzania uruchamiany w odległości 800 metrów od celu.